# بيتر فوس
بيتر فوس (بالألمانية: Peter Voß)‏ هو ممثل ألماني، ولد في 29 يونيو 1891 ببارميسين في ألمانيا، وتوفي في 9 يناير 1979 بنورتورف في ألمانيا.

## وصلات خارجية
- بيتر فوس على موقع IMDb (الإنجليزية)
- بيتر فوس على موقع ألو سيني (الفرنسية)
- بيتر فوس على موقع أول موفي (الإنجليزية)
- بيتر فوس على موقع قاعدة بيانات الأفلام السويدية (السويدية)
- بيتر فوس على موقع قاعدة بيانات الفيلم (الإنجليزية)
- بيتر فوس على موقع كينوبويسك (الروسية)